# Michal Jedlička
Michal Jedlička (* 19. září 1973 Hradec Králové) je bývalý český reprezentant v orientačním běhu. Mezi jeho největší úspěchy patří bronzová medaile z Mistrovství světa 2001 ve Finsku a stříbrná medaile z Mistrovství Evropy 2000 na Ukrajině. Na Mistrovství ČR získal celkem 7 titulů v individuálních a 5 ve štafetových závodech.
Je odchovancem a členem klubu OK Slávia Hradec Králové, krátce byl člen klubů USK Praha a Dukla Liberec. Ve Skandinávii startoval za finské kluby IF Femman a Tampereen Pyrintö.

## Sportovní kariéra

### Umístění na MS a ME
| Mistrovství světa v orientačním běhu | Mistrovství světa v orientačním běhu | Mistrovství světa v orientačním běhu | Mistrovství světa v orientačním běhu |
| Rok                                  | Krátká                               | Klasika                              | Štafety                              |
| ------------------------------------ | ------------------------------------ | ------------------------------------ | ------------------------------------ |
| Inverness 1999                       | 21. místo                            | 39. místo                            | 8. místo                             |
| Tampere 2001                         | 33. místo                            | 22. místo                            | 3. místo                             |
| Rapperswil/Jona 2003                 | 31. místo                            | 9. místo                             |                                      |
| Västeras 2004                        |                                      | 15. místo                            | 11. místo                            |
| Aichi 2005                           |                                      | 22. místo                            | 9. místo                             |
| Kyjev 2007                           | 23. místo                            |                                      | 9. místo                             |

| Mistrovství Evropy v orientačním běhu | Mistrovství Evropy v orientačním běhu | Mistrovství Evropy v orientačním běhu | Mistrovství Evropy v orientačním běhu |
| Rok                                   | Krátká                                | Klasika                               | Štafety                               |
| ------------------------------------- | ------------------------------------- | ------------------------------------- | ------------------------------------- |
| Truskavec 2000                        | 55. místo                             |                                       | 2. místo                              |
| Sümeg 2002                            |                                       |                                       | 22. místo                             |

| Akademické mistrovství světa v orientačním běhu | Akademické mistrovství světa v orientačním běhu | Akademické mistrovství světa v orientačním běhu | Akademické mistrovství světa v orientačním běhu |
| Rok                                             | Krátká                                          | Klasika                                         | Štafety                                         |
| ----------------------------------------------- | ----------------------------------------------- | ----------------------------------------------- | ----------------------------------------------- |
| Veszprém 1996                                   | 3. místo                                        | 26. místo                                       | 6. místo                                        |
| Trondheim 1998                                  | 15. místo                                       | 8. místo                                        | 3. místo                                        |

### Umístění na MČSR
| Mistrovství Československa v orientačním běhu | Mistrovství Československa v orientačním běhu | Mistrovství Československa v orientačním běhu | Mistrovství Československa v orientačním běhu | Mistrovství Československa v orientačním běhu | Mistrovství Československa v orientačním běhu | Mistrovství Československa v orientačním běhu | Mistrovství Československa v orientačním běhu | Mistrovství Československa v orientačním běhu |
| Ročník                                        | Kategorie                                     | Klasická trať                                 | Krátká trať                                   | Dlouhá trať                                   | Noční                                         | Členství v klubu                              | Štafety                                       | Kluby                                         |
| --------------------------------------------- | --------------------------------------------- | --------------------------------------------- | --------------------------------------------- | --------------------------------------------- | --------------------------------------------- | --------------------------------------------- | --------------------------------------------- | --------------------------------------------- |
| MČSR 1990                                     | H15 (17) - dorostenci                         |                                               | 26. místo                                     |                                               |                                               | OK Slavia Hradec Králové                      |                                               |                                               |
| MČSR 1990                                     | H17 - starší dorostenci                       | 12. místo                                     |                                               |                                               |                                               | OK Slavia Hradec Králové                      | 6. místo                                      |                                               |
| MČSR 1991                                     | H15 (17) - dorostenci                         |                                               | 17. místo                                     |                                               |                                               | OK Slavia Hradec Králové                      |                                               |                                               |
| MČSR 1991                                     | H17 - starší dorostenci                       | 10. místo                                     |                                               | 14. místo                                     |                                               | OK Slavia Hradec Králové                      | 4. místo                                      | 1. místo                                      |
| MČSR 1992                                     | H19 - junioři                                 | 2. místo                                      |                                               |                                               |                                               | OK Slavia Hradec Králové                      |                                               |                                               |

### Umístění na MČR
| Umístění na Mistrovství České republiky v orientačním běhu | Umístění na Mistrovství České republiky v orientačním běhu | Umístění na Mistrovství České republiky v orientačním běhu | Umístění na Mistrovství České republiky v orientačním běhu | Umístění na Mistrovství České republiky v orientačním běhu | Umístění na Mistrovství České republiky v orientačním běhu | Umístění na Mistrovství České republiky v orientačním běhu | Umístění na Mistrovství České republiky v orientačním běhu | Umístění na Mistrovství České republiky v orientačním běhu | Umístění na Mistrovství České republiky v orientačním běhu | Umístění na Mistrovství České republiky v orientačním běhu | Umístění na Mistrovství České republiky v orientačním běhu |
| Ročník                                                     | Kategorie                                                  | Klasická                                                   | Krátká                                                     | Sprint                                                     | Dlouhá                                                     | Noční                                                      | Ranking                                                    | Členství v klubu                                           | Štafety                                                    | Kluby                                                      | Sprint. štafety                                            |
| ---------------------------------------------------------- | ---------------------------------------------------------- | ---------------------------------------------------------- | ---------------------------------------------------------- | ---------------------------------------------------------- | ---------------------------------------------------------- | ---------------------------------------------------------- | ---------------------------------------------------------- | ---------------------------------------------------------- | ---------------------------------------------------------- | ---------------------------------------------------------- | ---------------------------------------------------------- |
| MČR 1993                                                   | H20 – junioři                                              | 6. místo                                                   | 5. místo                                                   |                                                            | 11. místo                                                  |                                                            |                                                            | OK Slavia Hradec Králové                                   |                                                            |                                                            |                                                            |
| MČR 1994                                                   | H21 – muži                                                 | 17. místo                                                  |                                                            | 14. místo                                                  |                                                            | OK Slavia Hradec Králové                                   |                                                            | 8. místo                                                   |                                                            |                                                            |                                                            |
| MČR 1995                                                   | H21 – muži                                                 | 20. místo                                                  | 9. místo                                                   | 27. místo                                                  | 13. místo                                                  | OK Slavia Hradec Králové                                   | 6. místo                                                   | 19. místo                                                  |                                                            |                                                            |                                                            |
| MČR 1996                                                   | H21 – muži                                                 | 6. místo                                                   | 3. místo                                                   | 9. místo                                                   | 5. místo                                                   | OK Slavia Hradec Králové                                   |                                                            | 9. místo                                                   |                                                            |                                                            |                                                            |
| MČR 1997                                                   | H21 – muži                                                 | 3. místo                                                   | 6. místo                                                   |                                                            |                                                            | USK Praha                                                  | 1. místo                                                   | 2. místo                                                   |                                                            |                                                            |                                                            |
| MČR 1998                                                   | H21 – muži                                                 | 15. místo                                                  |                                                            | 2. místo                                                   |                                                            | USK Praha                                                  |                                                            |                                                            |                                                            |                                                            |                                                            |
| MČR 1999                                                   | H21 – muži                                                 | 1. místo                                                   | 1. místo                                                   |                                                            | 1. místo                                                   |                                                            | 1. místo                                                   | Dukla Liberec                                              | 1. místo                                                   |                                                            |                                                            |
| MČR 2000                                                   | H21 – muži                                                 | 2. místo                                                   | 1. místo                                                   | 5. místo                                                   |                                                            |                                                            | 448. místo                                                 | Dukla Liberec                                              | 1. místo                                                   |                                                            |                                                            |
| MČR 2001                                                   | H21 – muži                                                 | 1. místo                                                   |                                                            | 11. místo                                                  |                                                            |                                                            | 5. místo                                                   | Dukla Liberec                                              | 1. místo                                                   |                                                            |                                                            |
| MČR 2002                                                   | H21 – muži                                                 | 6. místo                                                   | 2. místo                                                   |                                                            |                                                            |                                                            | 6. místo                                                   | Dukla Liberec                                              |                                                            |                                                            |                                                            |
| MČR 2003                                                   | H21 – muži                                                 | 4. místo                                                   |                                                            |                                                            |                                                            |                                                            | 11. místo                                                  | Dukla Liberec                                              | 8. místo                                                   |                                                            |                                                            |
| MČR 2004                                                   | H21 – muži                                                 | 1. místo                                                   |                                                            |                                                            |                                                            |                                                            | 311. místo                                                 | OK Slavia Hradec Králové                                   | 2. místo                                                   | 3. místo                                                   |                                                            |
| MČR 2005                                                   | H21 – muži                                                 | 8. místo                                                   |                                                            |                                                            |                                                            | 3. místo                                                   | 6. místo                                                   | OK Slavia Hradec Králové                                   |                                                            |                                                            |                                                            |
| MČR 2006                                                   | H21 – muži                                                 | 2. místo                                                   |                                                            |                                                            |                                                            |                                                            | 47. místo                                                  | OK Slavia Hradec Králové                                   | 1. místo                                                   | 1. místo                                                   |                                                            |
| MČR 2007                                                   | H21 – muži                                                 |                                                            | 1. místo                                                   |                                                            |                                                            | 2. místo                                                   | 335. místo                                                 | OK Slavia Hradec Králové                                   | 5. místo                                                   | 2. místo                                                   |                                                            |
| MČR 2008                                                   | H21 – muži                                                 | 6. místo                                                   | 15. místo                                                  |                                                            |                                                            |                                                            | 60. místo                                                  | OK Slavia Hradec Králové                                   | 4. místo                                                   | 3. místo                                                   |                                                            |
| MČR 2009                                                   | H21 – muži                                                 | 7. místo                                                   | 8. místo                                                   |                                                            | 5. místo                                                   |                                                            | 8. místo                                                   | OK Slavia Hradec Králové                                   | 4. místo                                                   | 3. místo                                                   |                                                            |
| MČR 2010                                                   | H21 – muži                                                 | 10. místo                                                  | 29. místo                                                  |                                                            | 4. místo                                                   | disk                                                       | 9. místo                                                   | OK Slavia Hradec Králové                                   | 4. místo                                                   | disk                                                       |                                                            |
| MČR 2011                                                   | H21 – muži                                                 | 7. místo                                                   | 12. místo                                                  |                                                            |                                                            | 2. místo                                                   | 19. místo                                                  | OK Slavia Hradec Králové                                   | 4. místo                                                   | 6. místo                                                   |                                                            |
| MČR 2012                                                   | H21 – muži                                                 |                                                            | 8. místo                                                   |                                                            | 13. místo                                                  | 524. místo                                                 | OK Slavia Hradec Králové                                   |                                                            |                                                            |                                                            |                                                            |
| MČR 2013                                                   | H21 – muži                                                 | 9. místo                                                   |                                                            |                                                            |                                                            | 222. místo                                                 | OK Slavia Hradec Králové                                   | 11. místo                                                  | 7. místo                                                   |                                                            |                                                            |
| MČR 2014                                                   | H21 – muži                                                 | 22. místo                                                  | 13. místo                                                  |                                                            |                                                            | 61. místo                                                  | OK Slavia Hradec Králové                                   | 25. místo                                                  | 8. místo                                                   |                                                            |                                                            |
| MČR 2015                                                   | H21 – muži                                                 |                                                            | 101. místo                                                 |                                                            |                                                            | 482. místo                                                 | OK Slavia Hradec Králové                                   |                                                            |                                                            |                                                            |                                                            |